# دایره‌های مالی
دایره‌های مالی در این کشور دایره دومین سطح تقسیمات کشوری محسوب می‌شود.

## استانباماکو

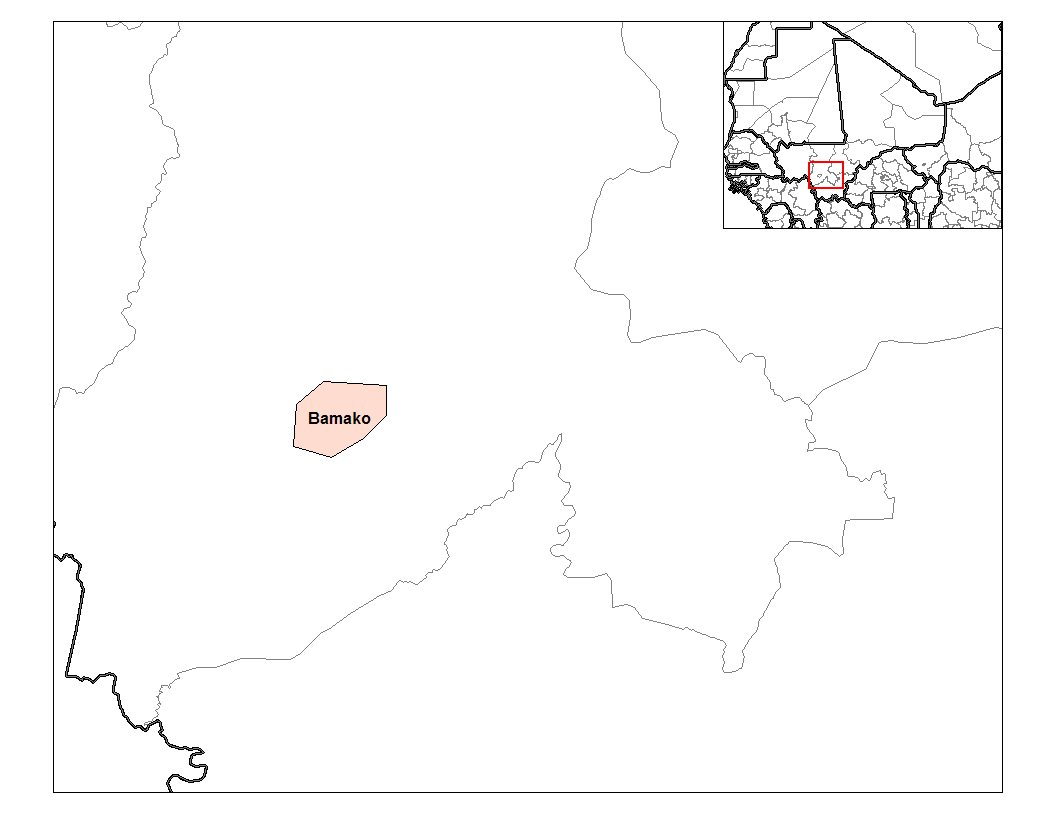
باماکو district

- باماکو

## استان گائو

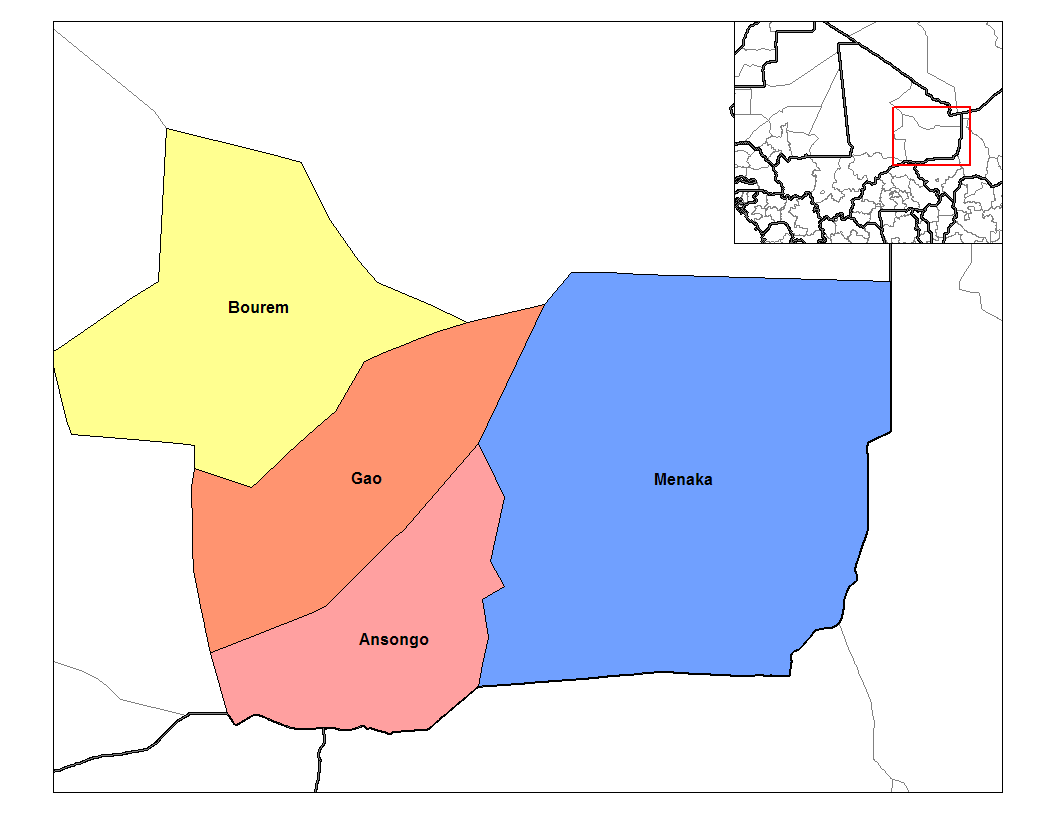
دایره‌های استان گائو

- دایره آنسونگو
- دایره بورم
- حلقه گائو
- دایره مناکا

## استان کایس

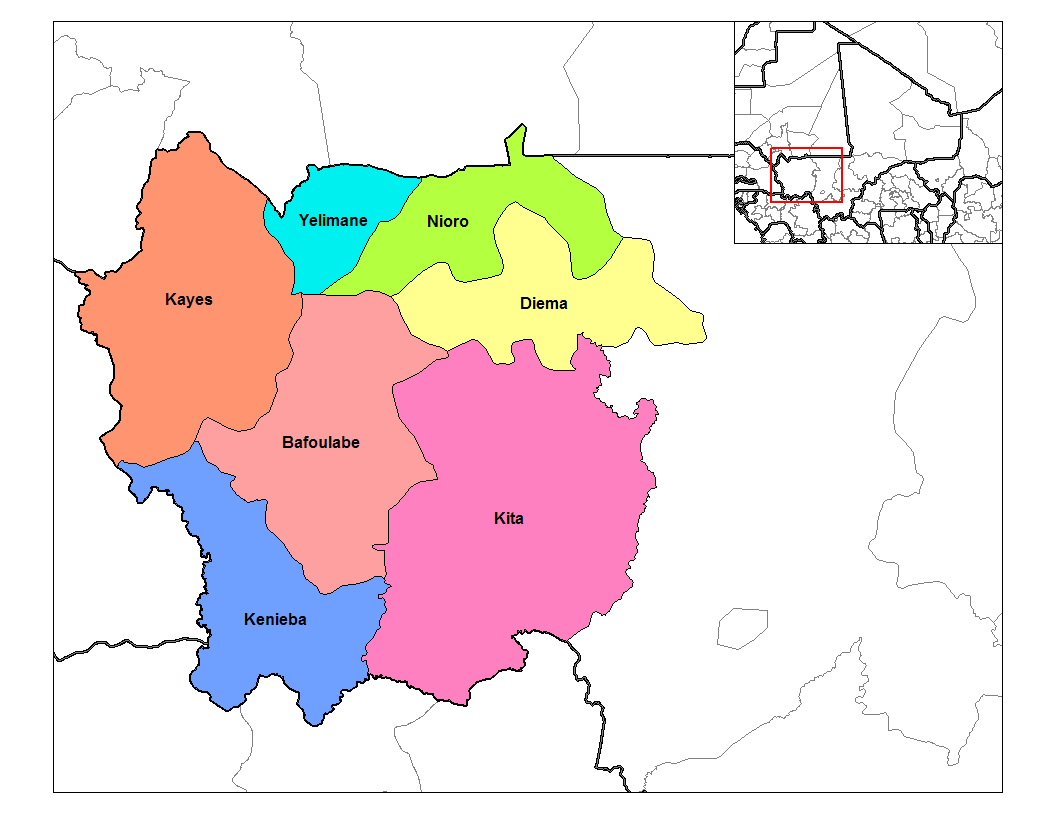
دایره‌های استان کایس

- دایره بافولاب
- دایره دایماً
- دایره کیتا
- دایره کنیه‌با
- دایره کیز
- دایره نی‌اورا
- دایره یلیمانه

## استان کیدال

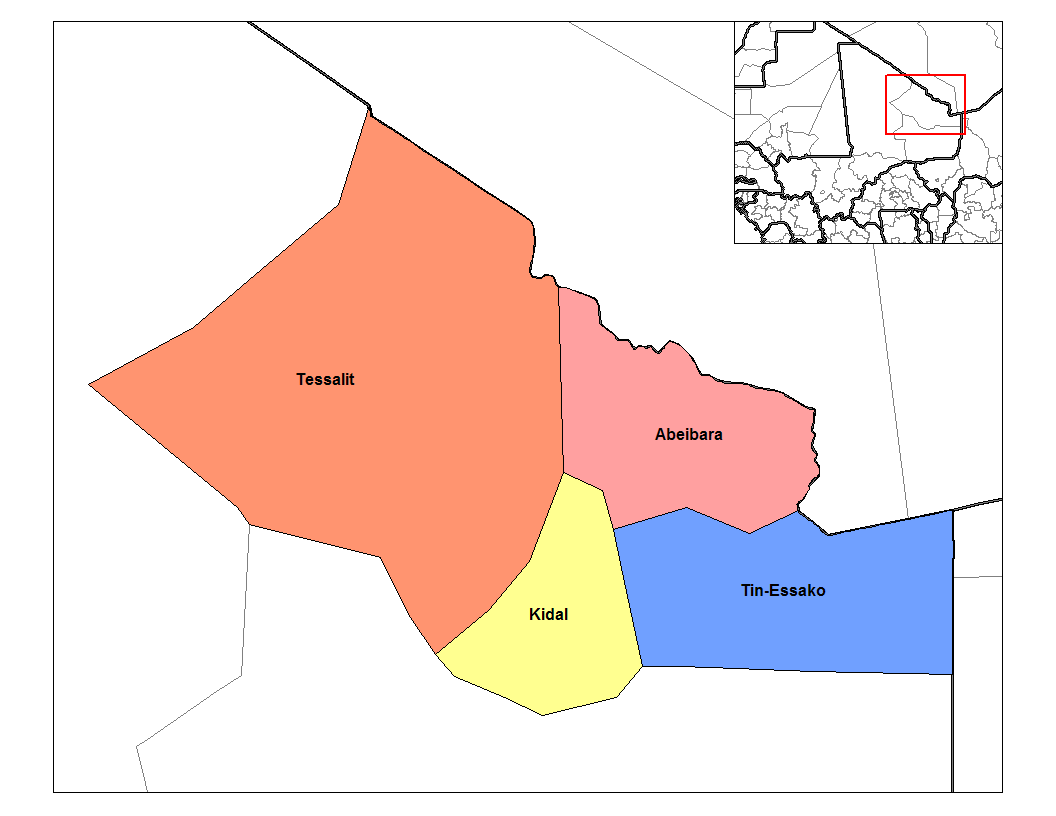
دایره‌های استان کیدال

- ابیبارا سرکل
- دایره کیدال
- دایره تسالیت
- دایره تین-اساکو

## استان کولیکورو

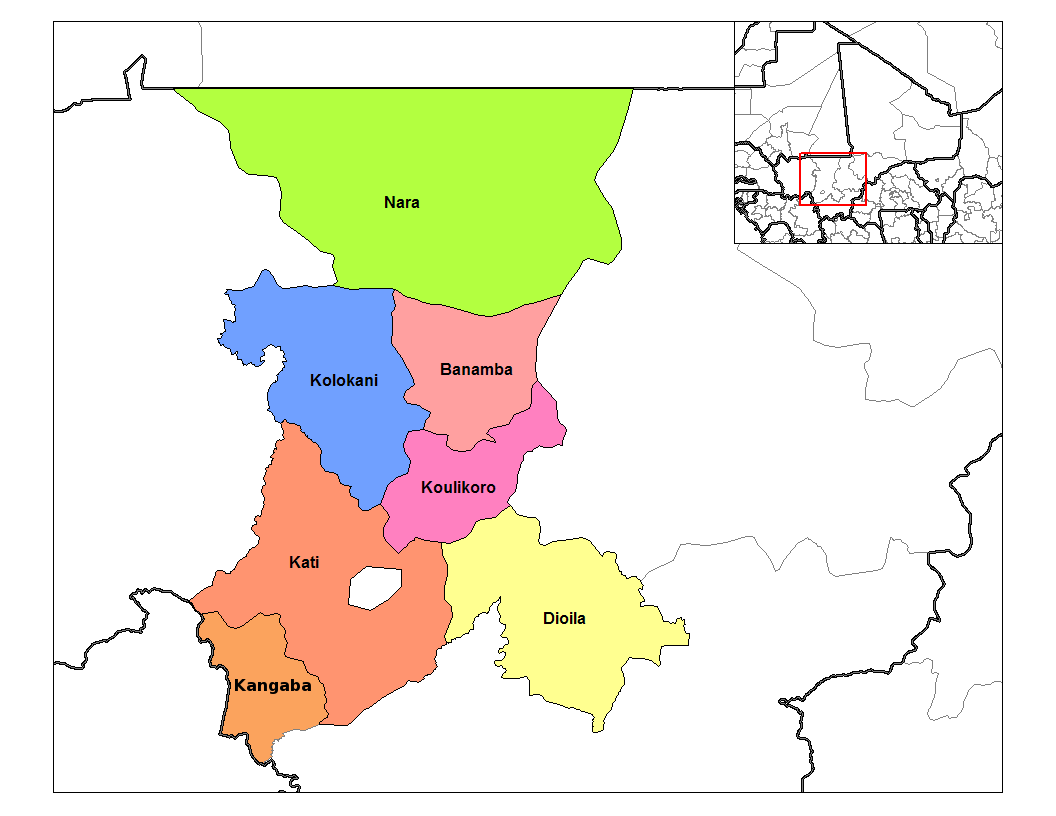
دایره‌های استان کولیکورو

- دایره بانامبا
- دایره دیولا
- دایره کانگابا
- دایره کولیکورو
- دایره کولوکانیا
- دایره کتی
- دایره نارا

## استان موپتی

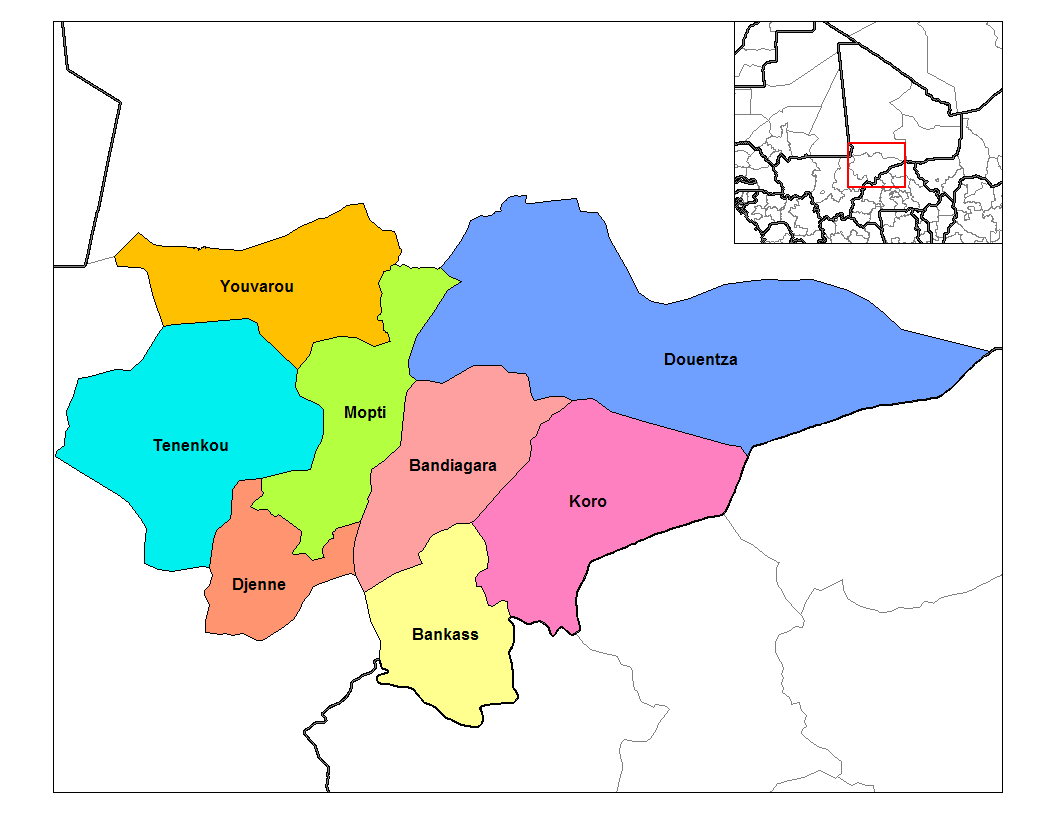
دایره‌های استان موپتی

- دایره بندیاگارا
- Bankass Cercle
- دایره دجنه
- دایره دوئنتزا
- دایره کورو
- دایره موپتی
- تننکو سرکل
- دایره یووارو

## استان سگو

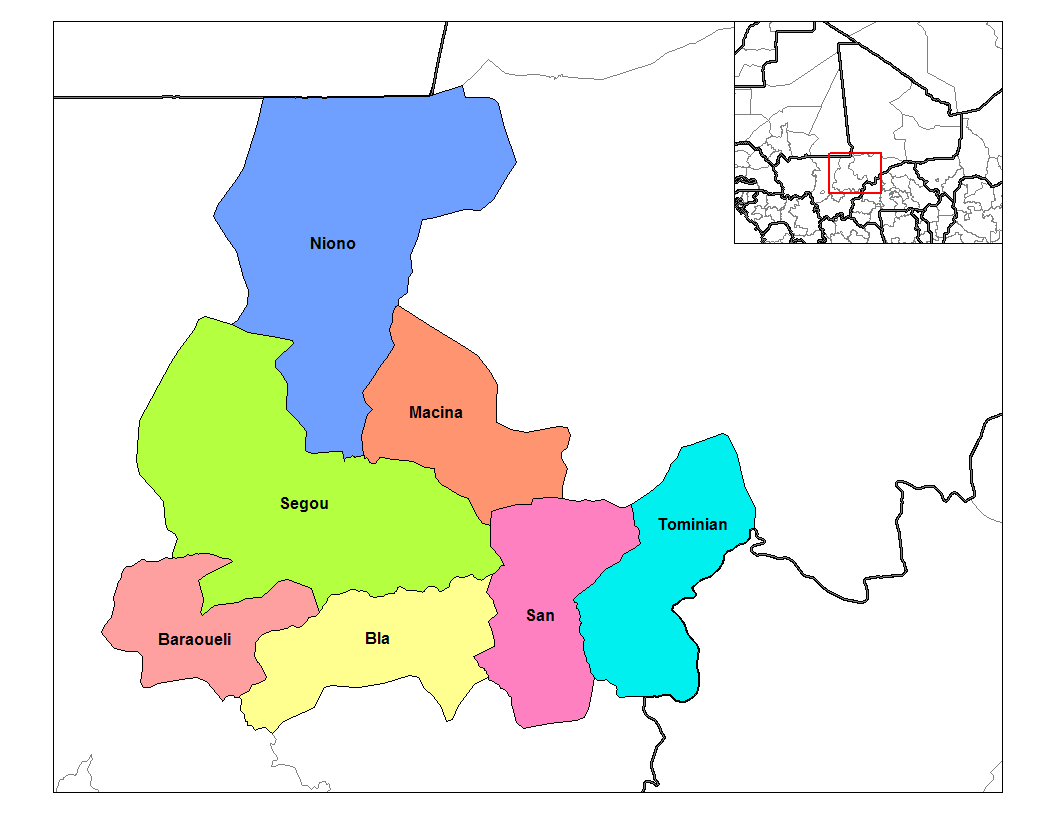
دایره‌های استان سگو

- دایره بلا
- دایره بارولی
- دایره ماکینا
- دایره نی‌اونو
- دایره سگو
- سان سرکل
- دایره تومینیان

## استان سیکاسو

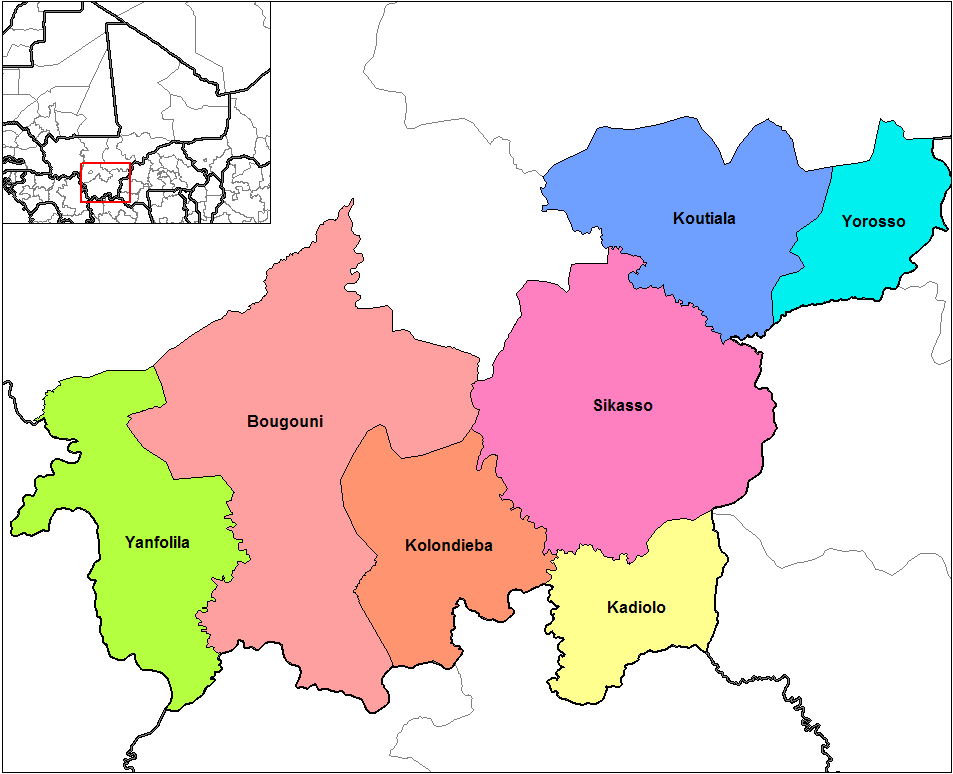
دایره‌های استان سیکاسو

- دایره بوگونی
- دایره کلندی‌ابا
- دایره کادیولو
- دایره کوتیالا
- دایره سیکاسو
- دایره یانفولیلا
- دایره یوروسو

## استان تومبوکتو

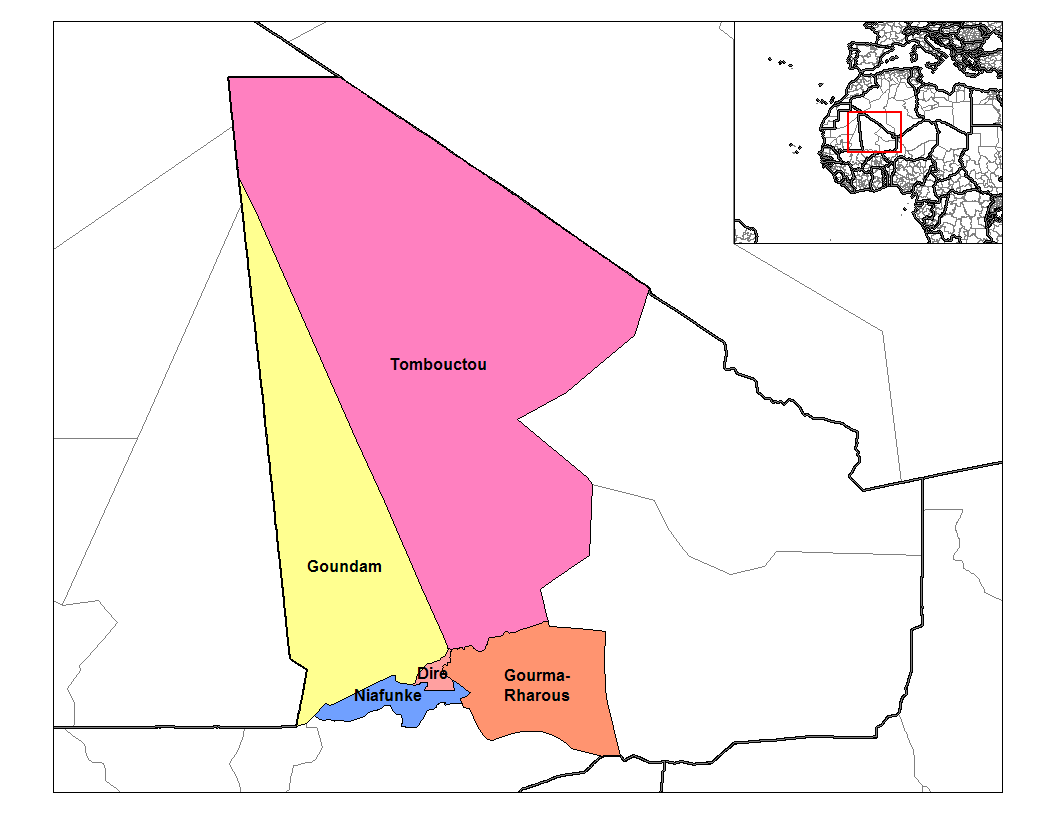
دایره‌های استان تومبوکتو

- دایره دایره
- دایره گوندام
- دایره گورمارهاروس
- دایره نیافونکه
- دایره تیمبوکتو